# Pakljena
Pakljena je bio zaselak u neposrednoj blizini Suđurđa na otoku Šipanu.

## Povijest
Ovdje su nekad u samostanu sv. Mihovila boravili redovnici slavensko-istočnog obreda bazilijanci. Izvori bilježe da su 1272. godine ovdje redovnici benediktinci. I jedni i drugi duhovno su skrbili za naselja Pakljenu, Suđurađ, Sutuliju i Frajgu. Kronike ne spominju Šilovo Selo.
Elafitsko je otočje od 17. stoljeća gubilo svoju ekonomsku moć, kao i sama Dubrovačka Republika. Zajedno je s time padala naseljenost, a kad je propala Dubrovačka Republika, crkva u Pakljenoj je izgubila sav kapital koji je držala u Napulju i Rimu. Napoleonove vlasti nisu stale samo na tome. 1808. su otjerali benediktince koji su dotad neprekidno djelovali.  Nakon benediktinaca ovdje su došli pijaristi, a 1854. isusovci koji su ovdje ostali 14 godina.
U Pakljenoj su benediktinci uz svoj samostan podigli crkvu Gospe od Milosti 1500. godine. Posvetio ju je stonski biskup Bonifacije Stijepić. Ova je crkva današnjom župnom crkvom.
U Pakljeni se nalazila crkva Presvetog Trojstva koja datira iz 15. stoljeća.
Iako se župa Gospe od Milosti zove po Suđurđu, župna je crkva u Pakljenoj.

## Kultura
- kula Pakljena iz 1563. godine
- crkva Presvetog Trojstva (iznad Sutulije) iz 15. st.
- renesansna crkva Gospe od Milosti (Milosrđa) iz 1332., imala je sliku (danas u Dubrovniku) nizozemske slikarske škole Petera Coecka van Aelsta
- crkva sv. Nikole nad Pakljenom[2] iz 1323.
- predromanička crkva sv. Mihajla iz 11. st.[3]
- šipanski poliptih obitelji Krivonosović, poliptih iz 16. st., djelo venecijanske slikarske radionice Santa Croce, nakon konzervacije i restauracije, nekad u crkvi sv. Nikole, danas u župnoj kući u Pakljenoj[2]

## Stanovništvo
Danas u Pakljenoj nema više obiteljskih nastambi.
Pakljeno je rodno mjesto poznatog poduzetnika iz Dubrovačke Republike Tome Stjepovića-Skočibuhe.

## Vanjske poveznice
- Župa Gospe od Milosti - Suđurađ, Dubrovačka biskupija
- Časopis Građevinar 58 (2006) 7 Krešimir Regan, Branko Nadilo: Crkveno graditeljstvo. Stare crkve na otoku Šipanu